# Reinickella xysticoides
Genre
Espèce
Reinickella xysticoides, unique représentant du genre Reinickella, est une espèce d'araignées aranéomorphes de la famille des Thomisidae.

## Distribution
Cette espèce est endémique de Java en Indonésie.

## Publication originale
- Dahl, 1907 : Synaema marlothi, eine neue Laterigraden-Art und ihre Stellung in System. Mitteilungen aus dem Zoologischen Museum in Berlin, vol. 3, p. 369-395 (texte intégral).